# Wereldkampioenschappen beachvolleybal 2007 (vrouwen)
Het vrouwentoernooi tijdens de wereldkampioenschappen beachvolleybal 2007 werd van 24 tot en met 29 juli 2007 gehouden in Gstaad. Het Amerikaanse duo Kerri Walsh en Misty May-Treanor won het goud door in de finale het Chinese tweetal Tian Jia en Wang Jie te verslaan. Het brons ging naar de Brazilianen Larissa França en Juliana Felisberta da Silva.

## Groepsfase
|  | Direct naar laatste 32                      |
|  | Als acht beste nummers drie naar laatste 32 |

### Groep A
| # | Ploeg                | Punten | Wedstrijden | Wedstrijden | Wedstrijden | Spelpunten | Spelpunten | Spelpunten | Sets | Sets | Sets  |
| # | Ploeg                | Punten | G           | W           | V           | W          | V          | Ratio      | W    | V    | Ratio |
| - | -------------------- | ------ | ----------- | ----------- | ----------- | ---------- | ---------- | ---------- | ---- | ---- | ----- |
| 1 | Walsh / May-Treanor  | 6      | 3           | 3           | 0           | 126        | 70         | 1,800      | 6    | 0    | MAX   |
| 2 | Wacholder / Turner   | 5      | 3           | 2           | 1           | 107        | 98         | 1,092      | 4    | 2    | 2,000 |
| 3 | Augoustides / Naidoo | 4      | 3           | 1           | 2           | 99         | 121        | 0,818      | 2    | 4    | 0,500 |
| 4 | Saiki / Kusuhara     | 3      | 3           | 0           | 3           | 85         | 128        | 0,664      | 0    | 6    | 0,000 |

| Datum   |                     | Score |                      | Set 1   | Set 2   | Set 3 |
| ------- | ------------------- | ----- | -------------------- | ------- | ------- | ----- |
| 24 juli | Walsh / May-Treanor | 2 – 0 | Augoustides / Naidoo | 21 – 12 | 21 – 11 |       |
| 24 juli | Saiki / Kusuhara    | 0 – 2 | Wacholder / Turner   | 12 – 21 | 12 – 21 |       |
| 25 juli | Walsh / May-Treanor | 2 – 0 | Wacholder / Turner   | 21 – 9  | 21 – 14 |       |
| 25 juli | Saiki / Kusuhara    | 0 – 2 | Augoustides / Naidoo | 16 – 21 | 21 – 23 |       |
| 26 juli | Walsh / May-Treanor | 2 – 0 | Saiki / Kusuhara     | 21 – 10 | 21 – 14 |       |
| 26 juli | Wacholder / Turner  | 2 – 0 | Augoustides / Naidoo | 21 – 17 | 21 – 15 |       |

### Groep B
| # | Ploeg             | Punten | Wedstrijden | Wedstrijden | Wedstrijden | Spelpunten | Spelpunten | Spelpunten | Sets | Sets | Sets  |
| # | Ploeg             | Punten | G           | W           | V           | W          | V          | Ratio      | W    | V    | Ratio |
| - | ----------------- | ------ | ----------- | ----------- | ----------- | ---------- | ---------- | ---------- | ---- | ---- | ----- |
| 1 | Larissa / Juliana | 6      | 3           | 3           | 0           | 126        | 83         | 1,518      | 6    | 0    | MAX   |
| 2 | Banck / Lahme     | 5      | 3           | 2           | 1           | 122        | 123        | 0,992      | 4    | 3    | 1,333 |
| 3 | Minusa / Jursone  | 4      | 3           | 1           | 2           | 124        | 135        | 0,919      | 3    | 4    | 0,750 |
| 4 | Zumkehr / Skrivan | 3      | 3           | 0           | 3           | 95         | 126        | 0,754      | 0    | 6    | 0,000 |

| Datum   |                   | Score |                   | Set 1   | Set 2   | Set 3   |
| ------- | ----------------- | ----- | ----------------- | ------- | ------- | ------- |
| 24 juli | Larissa / Juliana | 2 – 0 | Zumkehr / Skrivan | 21 – 17 | 21 – 11 |         |
| 24 juli | Banck / Lahme     | 2 – 1 | Minusa / Jursone  | 21 – 14 | 20 – 22 | 16 – 14 |
| 25 juli | Larissa / Juliana | 2 – 0 | Minusa / Jursone  | 21 – 19 | 21 – 13 |         |
| 25 juli | Banck / Lahme     | 2 – 0 | Zumkehr / Skrivan | 21 – 17 | 21 – 14 |         |
| 26 juli | Larissa / Juliana | 2 – 0 | Banck / Lahme     | 21 – 11 | 21 – 12 |         |
| 26 juli | Minusa / Jursone  | 2 – 0 | Zumkehr / Skrivan | 21 – 17 | 21 – 19 |         |

### Groep C
| # | Ploeg               | Punten | Wedstrijden | Wedstrijden | Wedstrijden | Spelpunten | Spelpunten | Spelpunten | Sets | Sets | Sets  |
| # | Ploeg               | Punten | G           | W           | V           | W          | V          | Ratio      | W    | V    | Ratio |
| - | ------------------- | ------ | ----------- | ----------- | ----------- | ---------- | ---------- | ---------- | ---- | ---- | ----- |
| 1 | Tian Jia / Wang Jie | 6      | 3           | 3           | 0           | 147        | 116        | 1,267      | 6    | 1    | 6,000 |
| 2 | Maaseide / Glesnes  | 5      | 3           | 2           | 1           | 131        | 120        | 1,092      | 5    | 2    | 2,500 |
| 3 | Van Breedam / Mouha | 4      | 3           | 1           | 2           | 117        | 125        | 0,936      | 2    | 4    | 0,500 |
| 4 | Keizer / Leenstra   | 3      | 3           | 0           | 3           | 92         | 126        | 0,730      | 0    | 6    | 0,000 |

| Datum   |                     | Score |                     | Set 1   | Set 2   | Set 3  |
| ------- | ------------------- | ----- | ------------------- | ------- | ------- | ------ |
| 24 juli | Tian Jia / Wang Jie | 2 – 0 | Van Breedam / Mouha | 21 – 16 | 29 – 27 |        |
| 24 juli | Maaseide / Glesnes  | 2 – 0 | Keizer / Leenstra   | 21 – 15 | 21 – 18 |        |
| 25 juli | Tian Jia / Wang Jie | 2 – 0 | Keizer / Leenstra   | 21 – 15 | 21 – 11 |        |
| 25 juli | Maaseide / Glesnes  | 2 – 0 | Van Breedam / Mouha | 21 – 16 | 21 – 16 |        |
| 26 juli | Tian Jia / Wang Jie | 2 – 1 | Maaseide / Glesnes  | 19 – 21 | 21 – 17 | 15 – 9 |
| 26 juli | Keizer / Leenstra   | 0 – 2 | Van Breedam / Mouha | 19 – 21 | 14 – 21 |        |

### Groep D
| # | Ploeg               | Punten | Wedstrijden | Wedstrijden | Wedstrijden | Spelpunten | Spelpunten | Spelpunten | Sets | Sets | Sets  |
| # | Ploeg               | Punten | G           | W           | V           | W          | V          | Ratio      | W    | V    | Ratio |
| - | ------------------- | ------ | ----------- | ----------- | ----------- | ---------- | ---------- | ---------- | ---- | ---- | ----- |
| 1 | Xue Chen / Zhang Xi | 6      | 3           | 3           | 0           | 139        | 110        | 1,264      | 6    | 1    | 6,000 |
| 2 | Ribalta / Crespo    | 5      | 3           | 2           | 1           | 118        | 112        | 1,054      | 4    | 2    | 2,000 |
| 3 | Fernández / Larrea  | 4      | 3           | 1           | 2           | 127        | 131        | 0,969      | 3    | 4    | 0,750 |
| 4 | Celbová / Petrová   | 3      | 3           | 0           | 3           | 95         | 126        | 0,754      | 0    | 6    | 0,000 |

| Datum   |                     | Score |                    | Set 1   | Set 2   | Set 3   |
| ------- | ------------------- | ----- | ------------------ | ------- | ------- | ------- |
| 24 juli | Xue Chen / Zhang Xi | 2 – 0 | Celbová / Petrová  | 21 – 15 | 21 – 9  |         |
| 24 juli | Ribalta / Crespo    | 2 – 0 | Fernández / Larrea | 21 – 14 | 21 – 19 |         |
| 25 juli | Xue Chen / Zhang Xi | 2 – 1 | Fernández / Larrea | 21 – 17 | 18 – 21 | 16 – 14 |
| 25 juli | Ribalta / Crespo    | 2 – 0 | Celbová / Petrová  | 21 – 18 | 21 – 19 |         |
| 26 juli | Xue Chen / Zhang Xi | 2 – 0 | Ribalta / Crespo   | 21 – 18 | 21 – 16 |         |
| 26 juli | Fernández / Larrea  | 2 – 0 | Celbová / Petrová  | 21 – 15 | 21 – 19 |         |

### Groep E
| # | Ploeg                 | Punten | Wedstrijden | Wedstrijden | Wedstrijden | Spelpunten | Spelpunten | Spelpunten | Sets | Sets | Sets  |
| # | Ploeg                 | Punten | G           | W           | V           | W          | V          | Ratio      | W    | V    | Ratio |
| - | --------------------- | ------ | ----------- | ----------- | ----------- | ---------- | ---------- | ---------- | ---- | ---- | ----- |
| 1 | Montagnolli / Swoboda | 5      | 3           | 2           | 1           | 130        | 117        | 1,111      | 5    | 2    | 2,500 |
| 2 | Pascua / Ilustre      | 5      | 3           | 2           | 1           | 136        | 134        | 1,015      | 4    | 3    | 1,333 |
| 3 | Barnett / Cook        | 5      | 3           | 2           | 1           | 159        | 148        | 1,074      | 5    | 4    | 1,250 |
| 4 | Nyström / Nyström     | 3      | 3           | 0           | 3           | 114        | 140        | 0,814      | 1    | 6    | 0,167 |

| Datum   |                       | Score |                       | Set 1   | Set 2   | Set 3   |
| ------- | --------------------- | ----- | --------------------- | ------- | ------- | ------- |
| 24 juli | Barnett / Cook        | 1 – 2 | Pascua / Ilustre      | 22 – 20 | 16 – 21 | 13 – 15 |
| 24 juli | Montagnolli / Swoboda | 2 – 0 | Nyström / Nyström     | 21 – 15 | 21 – 12 |         |
| 25 juli | Barnett / Cook        | 2 – 1 | Nyström / Nyström     | 19 – 21 | 21 – 15 | 16 – 14 |
| 25 juli | Montagnolli / Swoboda | 2 – 0 | Pascua / Ilustre      | 25 – 23 | 21 – 15 |         |
| 26 juli | Barnett / Cook        | 2 – 1 | Montagnolli / Swoboda | 21 – 12 | 16 – 21 | 15 – 9  |
| 26 juli | Nyström / Nyström     | 0 – 2 | Pascua / Ilustre      | 19 – 21 | 18 – 21 |         |

### Groep F
| # | Ploeg           | Punten | Wedstrijden | Wedstrijden | Wedstrijden | Spelpunten | Spelpunten | Spelpunten | Sets | Sets | Sets  |
| # | Ploeg           | Punten | G           | W           | V           | W          | V          | Ratio      | W    | V    | Ratio |
| - | --------------- | ------ | ----------- | ----------- | ----------- | ---------- | ---------- | ---------- | ---- | ---- | ----- |
| 1 | Claasen / Röder | 5      | 3           | 2           | 1           | 143        | 132        | 1,083      | 5    | 3    | 1,667 |
| 2 | Goller / Ludwig | 5      | 3           | 2           | 1           | 170        | 164        | 1,037      | 5    | 4    | 1,250 |
| 3 | Pohl / Rau      | 5      | 3           | 2           | 1           | 125        | 130        | 0,962      | 3    | 4    | 0,750 |
| 4 | Momoli / Gioria | 3      | 3           | 0           | 3           | 136        | 148        | 0,919      | 3    | 5    | 0,600 |

| Datum   |                 | Score |                 | Set 1   | Set 2   | Set 3   |
| ------- | --------------- | ----- | --------------- | ------- | ------- | ------- |
| 24 juli | Goller / Ludwig | 2 – 1 | Momoli / Gloria | 18 – 21 | 21 – 17 | 18 – 16 |
| 24 juli | Pohl / Rau      | 0 – 2 | Claasen / Röder | 14 – 21 | 11 – 21 |         |
| 25 juli | Goller / Ludwig | 1 – 2 | Claasen / Röder | 19 – 21 | 21 – 14 | 15 – 17 |
| 25 juli | Pohl / Rau      | 2 – 0 | Momoli / Gloria | 21 – 12 | 21 – 18 |         |
| 26 juli | Goller / Ludwig | 2 – 1 | Pohl / Rau      | 26 – 24 | 17 – 21 | 15 – 13 |
| 26 juli | Claasen / Röder | 1 – 2 | Momoli / Gloria | 13 – 21 | 21 – 14 | 15 – 17 |

### Groep G
| # | Ploeg                  | Punten | Wedstrijden | Wedstrijden | Wedstrijden | Spelpunten | Spelpunten | Spelpunten | Sets | Sets | Sets  |
| # | Ploeg                  | Punten | G           | W           | V           | W          | V          | Ratio      | W    | V    | Ratio |
| - | ---------------------- | ------ | ----------- | ----------- | ----------- | ---------- | ---------- | ---------- | ---- | ---- | ----- |
| 1 | Adriana Behar / Shelda | 5      | 3           | 2           | 1           | 134        | 117        | 1,145      | 5    | 2    | 2,500 |
| 2 | Wang Lu / Zuo Man      | 5      | 3           | 2           | 1           | 144        | 132        | 1,091      | 5    | 3    | 1,667 |
| 3 | Oerjadova / Sjirjajeva | 5      | 3           | 2           | 1           | 148        | 155        | 0,955      | 4    | 4    | 1,000 |
| 4 | Lessard / Maxwell      | 3      | 3           | 0           | 3           | 125        | 147        | 0,850      | 1    | 6    | 0,167 |

| Datum   |                        | Score |                        | Set 1   | Set 2   | Set 3   |
| ------- | ---------------------- | ----- | ---------------------- | ------- | ------- | ------- |
| 24 juli | Adriana Behar / Shelda | 2 – 0 | Oerjadova / Sjirjajeva | 21 – 17 | 21 – 16 |         |
| 24 juli | Wang Lu / Zuo Man      | 2 – 0 | Lessard / Maxwell      | 21 – 17 | 21 – 13 |         |
| 25 juli | Adriana Behar / Shelda | 2 – 0 | Lessard / Maxwell      | 21 – 16 | 21 – 18 |         |
| 25 juli | Wang Lu / Zuo Man      | 1 – 2 | Oerjadova / Sjirjajeva | 21 – 16 | 19 – 21 | 12 – 15 |
| 26 juli | Adriana Behar / Shelda | 1 – 2 | Wang Lu / Zuo Man      | 16 – 21 | 21 – 14 | 13 – 15 |
| 26 juli | Lessard / Maxwell      | 1 – 2 | Oerjadova / Sjirjajeva | 22 – 20 | 25 – 27 | 14 – 16 |

### Groep H
| # | Ploeg             | Punten | Wedstrijden | Wedstrijden | Wedstrijden | Spelpunten | Spelpunten | Spelpunten | Sets | Sets | Sets  |
| # | Ploeg             | Punten | G           | W           | V           | W          | V          | Ratio      | W    | V    | Ratio |
| - | ----------------- | ------ | ----------- | ----------- | ----------- | ---------- | ---------- | ---------- | ---- | ---- | ----- |
| 1 | Håkedal / Tørlen  | 6      | 3           | 3           | 0           | 126        | 91         | 1,385      | 6    | 0    | MAX   |
| 2 | Leila / Ana Paula | 5      | 3           | 2           | 1           | 116        | 111        | 1,045      | 4    | 2    | 2,000 |
| 3 | Tanaka / Koizumi  | 4      | 3           | 1           | 2           | 106        | 124        | 0,855      | 2    | 4    | 0,500 |
| 4 | Kadijk / Mooren   | 3      | 3           | 0           | 3           | 108        | 130        | 0,831      | 0    | 6    | 0,000 |

| Datum   |                   | Score |                  | Set 1   | Set 2   | Set 3 |
| ------- | ----------------- | ----- | ---------------- | ------- | ------- | ----- |
| 24 juli | Leila / Ana Paula | 0 – 2 | Håkedal / Tørlen | 17 – 21 | 14 – 21 |       |
| 24 juli | Kadijk / Mooren   | 0 – 2 | Tanaka / Koizumi | 22 – 24 | 18 – 21 |       |
| 25 juli | Leila / Ana Paula | 2 – 0 | Tanaka / Koizumi | 21 – 17 | 21 – 13 |       |
| 25 juli | Kadijk / Mooren   | 0 – 2 | Håkedal / Tørlen | 15 – 21 | 14 – 21 |       |
| 26 juli | Leila / Ana Paula | 2 – 0 | Kadijk / Mooren  | 22 – 20 | 21 – 19 |       |
| 26 juli | Tanaka / Koizumi  | 0 – 2 | Håkedal / Tørlen | 13 – 21 | 18 – 21 |       |

### Groep J
| # | Ploeg                        | Punten | Wedstrijden | Wedstrijden | Wedstrijden | Spelpunten | Spelpunten | Spelpunten | Sets | Sets | Sets  |
| # | Ploeg                        | Punten | G           | W           | V           | W          | V          | Ratio      | W    | V    | Ratio |
| - | ---------------------------- | ------ | ----------- | ----------- | ----------- | ---------- | ---------- | ---------- | ---- | ---- | ----- |
| 1 | Branagh / Youngs             | 6      | 3           | 3           | 0           | 161        | 155        | 1,039      | 6    | 3    | 2,000 |
| 2 | Cooke / Martin               | 4      | 3           | 1           | 2           | 154        | 151        | 1,020      | 4    | 4    | 1,000 |
| 3 | Koutroumanidou / Tsiartsiani | 4      | 3           | 1           | 2           | 131        | 139        | 0,942      | 3    | 4    | 0,750 |
| 4 | Kessy / Ross                 | 4      | 3           | 1           | 2           | 154        | 155        | 0,994      | 3    | 5    | 0,600 |

| Datum   |                              | Score |                              | Set 1   | Set 2   | Set 3   |
| ------- | ---------------------------- | ----- | ---------------------------- | ------- | ------- | ------- |
| 24 juli | Branagh / Youngs             | 2 – 1 | Cooke / Martin               | 14 – 21 | 21 – 19 | 15 – 11 |
| 24 juli | Kessy / Ross                 | 0 – 2 | Koutroumanidou / Tsiartsiani | 20 – 22 | 17 – 21 |         |
| 25 juli | Branagh / Youngs             | 2 – 1 | Kessy / Ross                 | 15 – 21 | 22 – 20 | 16 – 14 |
| 25 juli | Koutroumanidou / Tsiartsiani | 0 – 2 | Cooke / Martin               | 18 – 21 | 21 – 23 |         |
| 26 juli | Branagh / Youngs             | 2 – 1 | Koutroumanidou / Tsiartsiani | 21 – 12 | 22 – 24 | 15 – 13 |
| 26 juli | Kessy / Ross                 | 2 – 1 | Cooke / Martin               | 27 – 25 | 20 – 22 | 15 – 12 |

### Groep K
| # | Ploeg                  | Punten | Wedstrijden | Wedstrijden | Wedstrijden | Spelpunten | Spelpunten | Spelpunten | Sets | Sets | Sets  |
| # | Ploeg                  | Punten | G           | W           | V           | W          | V          | Ratio      | W    | V    | Ratio |
| - | ---------------------- | ------ | ----------- | ----------- | ----------- | ---------- | ---------- | ---------- | ---- | ---- | ----- |
| 1 | Maria Clara / Carol    | 6      | 3           | 3           | 0           | 150        | 127        | 1,181      | 6    | 2    | 3,000 |
| 2 | Karadassiou / Arvaniti | 5      | 3           | 2           | 1           | 135        | 125        | 1,080      | 5    | 2    | 2,500 |
| 3 | Saka / Rtvelo          | 4      | 3           | 1           | 2           | 139        | 145        | 0,959      | 3    | 5    | 0,600 |
| 4 | Schwaiger / Schwaiger  | 3      | 3           | 0           | 3           | 106        | 133        | 0,797      | 1    | 6    | 0,167 |

| Datum   |                        | Score |                       | Set 1   | Set 2   | Set 3   |
| ------- | ---------------------- | ----- | --------------------- | ------- | ------- | ------- |
| 24 juli | Karadassiou / Arvaniti | 2 – 0 | Saka / Rtvelo         | 22 – 20 | 21 – 19 |         |
| 24 juli | Maria Clara / Carol    | 2 – 0 | Schwaiger / Schwaiger | 21 – 11 | 21 – 15 |         |
| 25 juli | Karadassiou / Arvaniti | 2 – 0 | Schwaiger / Schwaiger | 21 – 18 | 21 – 12 |         |
| 25 juli | Maria Clara / Carol    | 2 – 1 | Saka / Rtvelo         | 21 – 17 | 16 – 21 | 15 – 13 |
| 26 juli | Karadassiou / Arvaniti | 1 – 2 | Maria Clara / Carol   | 22 – 20 | 17 – 21 | 11 – 15 |
| 26 juli | Schwaiger / Schwaiger  | 1 – 2 | Saka / Rtvelo         | 18 – 21 | 21 – 13 | 11 – 15 |

### Groep L
| # | Ploeg                   | Punten | Wedstrijden | Wedstrijden | Wedstrijden | Spelpunten | Spelpunten | Spelpunten | Sets | Sets | Sets  |
| # | Ploeg                   | Punten | G           | W           | V           | W          | V          | Ratio      | W    | V    | Ratio |
| - | ----------------------- | ------ | ----------- | ----------- | ----------- | ---------- | ---------- | ---------- | ---- | ---- | ----- |
| 1 | Brink-Abeler / Jurich   | 6      | 3           | 3           | 0           | 127        | 100        | 1,270      | 6    | 0    | MAX   |
| 2 | Alcon / Matvejeva       | 4      | 3           | 1           | 2           | 130        | 130        | 1,000      | 3    | 4    | 0,750 |
| 3 | Barrera / Gemise Fareau | 4      | 3           | 1           | 2           | 136        | 148        | 0,919      | 3    | 5    | 0,600 |
| 4 | Erni / Grässli          | 4      | 3           | 1           | 2           | 121        | 136        | 0,890      | 2    | 5    | 0,400 |

| Datum   |                         | Score |                         | Set 1   | Set 2   | Set 3   |
| ------- | ----------------------- | ----- | ----------------------- | ------- | ------- | ------- |
| 24 juli | Brink-Abeler / Jurich   | 2 – 0 | Alcon / Matvejeva       | 21 – 17 | 22 – 20 |         |
| 24 juli | Erni / Grässli          | 2 – 1 | Barrera / Gemise Fareau | 21 – 19 | 19 – 21 | 15 – 12 |
| 25 juli | Brink-Abeler / Jurich   | 2 – 0 | Barrera / Gemise Fareau | 21 – 16 | 21 – 15 |         |
| 25 juli | Erni / Grässli          | 0 – 2 | Alcon / Matvejeva       | 16 – 21 | 18 – 21 |         |
| 26 juli | Brink-Abeler / Jurich   | 2 – 0 | Erni / Grässli          | 21 – 14 | 21 – 18 |         |
| 26 juli | Barrera / Gemise Fareau | 2 – 1 | Alcon / Matvejeva       | 17 – 21 | 21 – 17 | 15 – 13 |

### Groep M
| # | Ploeg               | Punten | Wedstrijden | Wedstrijden | Wedstrijden | Spelpunten | Spelpunten | Spelpunten | Sets | Sets | Sets  |
| # | Ploeg               | Punten | G           | W           | V           | W          | V          | Ratio      | W    | V    | Ratio |
| - | ------------------- | ------ | ----------- | ----------- | ----------- | ---------- | ---------- | ---------- | ---- | ---- | ----- |
| 1 | Renata / Talita     | 6      | 3           | 3           | 0           | 132        | 107        | 1,234      | 6    | 1    | 6,000 |
| 2 | Faure / Sarpaux     | 5      | 3           | 2           | 1           | 150        | 120        | 1,250      | 5    | 3    | 1,667 |
| 3 | Kuhn / Schwer       | 4      | 3           | 1           | 2           | 113        | 136        | 0,831      | 3    | 4    | 0,750 |
| 4 | Gattelli / Perrotta | 3      | 3           | 0           | 3           | 94         | 126        | 0,746      | 0    | 6    | 0,000 |

| Datum   |                 | Score |                     | Set 1   | Set 2   | Set 3   |
| ------- | --------------- | ----- | ------------------- | ------- | ------- | ------- |
| 24 juli | Renata / Talita | 2 – 0 | Gattelli / Perrotta | 21 – 16 | 21 – 17 |         |
| 24 juli | Kuhn / Schwer   | 1 – 2 | Faure / Sarpaux     | 8 – 21  | 28 – 26 | 7 – 15  |
| 25 juli | Renata / Talita | 2 – 1 | Faure / Sarpaux     | 12 – 21 | 21 – 14 | 15 – 11 |
| 25 juli | Kuhn / Schwer   | 2 – 0 | Gattelli / Perrotta | 21 – 16 | 21 – 16 |         |
| 26 juli | Renata / Talita | 2 – 0 | Kuhn / Schwer       | 21 – 12 | 21 – 16 |         |
| 26 juli | Faure / Sarpaux | 2 – 0 | Gattelli / Perrotta | 21 – 19 | 21 – 10 |         |

## Knockoutfase
| Zestiende finale | Zestiende finale             | Zestiende finale | Zestiende finale | Zestiende finale |  |    | Achtste finale         | Achtste finale        | Achtste finale | Achtste finale | Achtste finale |  |  | Kwartfinale | Kwartfinale         | Kwartfinale | Kwartfinale | Kwartfinale |  |  | Halve finale | Halve finale        | Halve finale | Halve finale | Halve finale |  |              | Finale              | Finale              | Finale       | Finale       | Finale |
|                  |                              |                  |                  |                  |  |    |                        |                       |                |                |                |  |  |             |                     |             |             |             |  |  |              |                     |              |              |              |  |              |                     |                     |              |              |        |
| 1                | Walsh / May-Treanor          | 21               | 21               |                  |  |    |                        |                       |                |                |                |  |  |             |                     |             |             |             |  |  |              |                     |              |              |              |  |              |                     |                     |              |              |        |
| 13               | Kuhn / Schwer                | 19               | 18               |                  |  |    | 1                      | Walsh / May-Treanor   | 21             | 21             |                |  |  |             |                     |             |             |             |  |  |              |                     |              |              |              |  |              |                     |                     |              |              |        |
| 25               | Wacholder / Turner           | 21               | 21               |                  |  | 25 | Wacholder / Turner     | 17                    | 16             |                |                |  |  |             |                     |             |             |             |  |  |              |                     |              |              |              |  |              |                     |                     |              |              |        |
| 36               | Faure / Sarpaux              | 19               | 16               |                  |  |    |                        |                       |                |                |                |  |  | 1           | Walsh / May-Treanor | 21          | 22          |             |  |  |              |                     |              |              |              |  |              |                     |                     |              |              |        |
| 11               | Brink-Abeler / Jurich        | 21               | 21               |                  |  |    |                        |                       |                |                |                |  |  | 30          | Claasen / Röder     | 10          | 20          |             |  |  |              |                     |              |              |              |  |              |                     |                     |              |              |        |
| 23               | Banck / Lahme                | 17               | 10               |                  |  |    | 11                     | Brink-Abeler / Jurich | 21             | 29             | 14             |  |  |             |                     |             |             |             |  |  |              |                     |              |              |              |  |              |                     |                     |              |              |        |
| 30               | Claasen / Röder              | 21               | 22               |                  |  | 30 | Claasen / Röder        | 16                    | 31             | 16             |                |  |  |             |                     |             |             |             |  |  |              |                     |              |              |              |  |              |                     |                     |              |              |        |
| 42               | Oerjadova / Sjirjajeva       | 13               | 20               |                  |  |    |                        |                       |                |                |                |  |  |             |                     |             |             |             |  |  | 1            | Walsh / May-Treanor | 21           | 21           |              |  |              |                     |                     |              |              |        |
| 41               | Håkedal / Tørlen             | 17               | 17               |                  |  |    |                        |                       |                |                |                |  |  |             |                     |             |             |             |  |  | 4            | Xue Chen / Zhang Xi | 14           | 19           |              |  |              |                     |                     |              |              |        |
| 28               | Fernández / Larrea           | 21               | 21               |                  |  |    | 28                     | Fernández / Larrea    | 19             | 15             |                |  |  |             |                     |             |             |             |  |  |              |                     |              |              |              |  |              |                     |                     |              |              |        |
| 9                | Branagh / Youngs             | 21               | 21               |                  |  | 9  | Branagh / Youngs       | 21                    | 21             |                |                |  |  |             |                     |             |             |             |  |  |              |                     |              |              |              |  |              |                     |                     |              |              |        |
| 6                | Goller / Ludwig              | 17               | 19               |                  |  |    |                        |                       |                |                |                |  |  | 9           | Branagh / Youngs    | 21          | 16          | 11          |  |  |              |                     |              |              |              |  |              |                     |                     |              |              |        |
| 22               | Maaseide / Glesnes           | 21               | 21               |                  |  |    |                        |                       |                |                |                |  |  | 4           | Xue Chen / Zhang Xi | 17          | 21          | 15          |  |  |              |                     |              |              |              |  |              |                     |                     |              |              |        |
| 44               | Pascua / Ilustre             | 16               | 13               |                  |  |    | 22                     | Maaseide / Glesnes    | 17             | 14             |                |  |  |             |                     |             |             |             |  |  |              |                     |              |              |              |  |              |                     |                     |              |              |        |
| 39               | Saka / Rtvelo                | 14               | 16               |                  |  | 4  | Xue Chen / Zhang Xi    | 21                    | 21             |                |                |  |  |             |                     |             |             |             |  |  |              |                     |              |              |              |  |              |                     |                     |              |              |        |
| 4                | Xue Chen / Zhang Xi          | 21               | 21               |                  |  |    |                        |                       |                |                |                |  |  |             |                     |             |             |             |  |  |              |                     |              |              |              |  |              | 1                   | Walsh / May-Treanor | 21           | 21           |        |
| 3                | Tian Jia / Wang Jie          | 21               | 21               |                  |  |    |                        |                       |                |                |                |  |  |             |                     |             |             |             |  |  |              |                     |              |              |              |  |              | 3                   | Tian Jia / Wang Jie | 16           | 10           |        |
| 26               | Minusa / Jursone             | 16               | 12               |                  |  |    | 3                      | Tian Jia / Wang Jie   | 21             | 21             |                |  |  |             |                     |             |             |             |  |  |              |                     |              |              |              |  |              |                     |                     |              |              |        |
| 10               | Karadassiou / Arvaniti       | 19               | 25               | 15               |  | 10 | Karadassiou / Arvaniti | 14                    | 19             |                |                |  |  |             |                     |             |             |             |  |  |              |                     |              |              |              |  |              |                     |                     |              |              |        |
| 8                | Leila / Ana Paula            | 21               | 23               | 10               |  |    |                        |                       |                |                |                |  |  | 3           | Tian Jia / Wang Jie | 21          | 21          |             |  |  |              |                     |              |              |              |  |              |                     |                     |              |              |        |
| 15               | Maria Clara / Carol          | 21               | 21               |                  |  |    |                        |                       |                |                |                |  |  | 15          | Maria Clara / Carol | 15          | 19          |             |  |  |              |                     |              |              |              |  |              |                     |                     |              |              |        |
| 40               | Cooke / Martin               | 19               | 17               |                  |  |    | 15                     | Maria Clara / Carol   | 21             | 18             | 15             |  |  |             |                     |             |             |             |  |  |              |                     |              |              |              |  |              |                     |                     |              |              |        |
| 7                | Adriana Behar / Shelda       | 21               | 12               | 13               |  | 5  | Barnett / Cook         | 16                    | 21             | 12             |                |  |  |             |                     |             |             |             |  |  |              |                     |              |              |              |  |              |                     |                     |              |              |        |
| 5                | Barnett / Cook               | 19               | 21               | 15               |  |    |                        |                       |                |                |                |  |  |             |                     |             |             |             |  |  | 3            | Tian Jia / Wang Jie | 23           | 21           | 15           |  |              |                     |                     |              |              |        |
| 20               | Montagnolli / Swoboda        | 19               | 16               |                  |  |    |                        |                       |                |                |                |  |  |             |                     |             |             |             |  |  | 2            | Larissa / Juliana   | 25           | 19           | 11           |  |              |                     |                     |              |              |        |
| 19               | Pohl / Rau                   | 21               | 21               |                  |  |    | 19                     | Pohl / Rau            | 21             | 21             |                |  |  |             |                     |             |             |             |  |  |              |                     |              |              |              |  |              |                     |                     |              |              |        |
| 12               | Renata / Talita              | 21               | 21               |                  |  | 12 | Renata / Talita        | 19                    | 15             |                |                |  |  |             |                     |             |             |             |  |  |              |                     |              |              |              |  |              |                     |                     |              |              |        |
| 38               | Alcon / Matvejeva            | 13               | 16               |                  |  |    |                        |                       |                |                |                |  |  | 19          | Pohl / Rau          | 16          | 19          |             |  |  |              |                     |              |              |              |  | Troostfinale | Troostfinale        | Troostfinale        | Troostfinale | Troostfinale |        |
| 21               | Ribalta / Crespo             | 21               | 13               | 12               |  |    |                        |                       |                |                |                |  |  | 2           | Larissa / Juliana   | 21          | 21          |             |  |  |              |                     |              |              |              |  |              |                     |                     |              |              |        |
| 18               | Wang Lu / Zuo Man            | 17               | 21               | 15               |  |    | 18                     | Wang Lu / Zuo Man     | 17             | 14             |                |  |  |             |                     |             |             |             |  |  |              |                     |              |              |              |  | 4            | Xue Chen / Zhang Xi | 21                  | 19           | 16           |        |
| 33               | Koutroumanidou / Tsiartsiani | 15               | 21               | 10               |  | 2  | Larissa / Juliana      | 21                    | 21             |                |                |  |  |             |                     |             |             |             |  |  |              |                     |              |              |              |  | 2            | Larissa / Juliana   | 19                  | 21           | 18           |        |
| 2                | Larissa / Juliana            | 21               | 18               | 15               |  |    |                        |                       |                |                |                |  |  |             |                     |             |             |             |  |  |              |                     |              |              |              |  |              |                     |                     |              |              |        |

1997 ·
1999 ·
2001 ·
2003 ·
2005 ·
2007 ·
2009 ·
2011 ·
2013 ·
2015 ·
2017 ·
2019 ·
2022 ·
2023